# Kloster St. Andreas (Altenbeken)

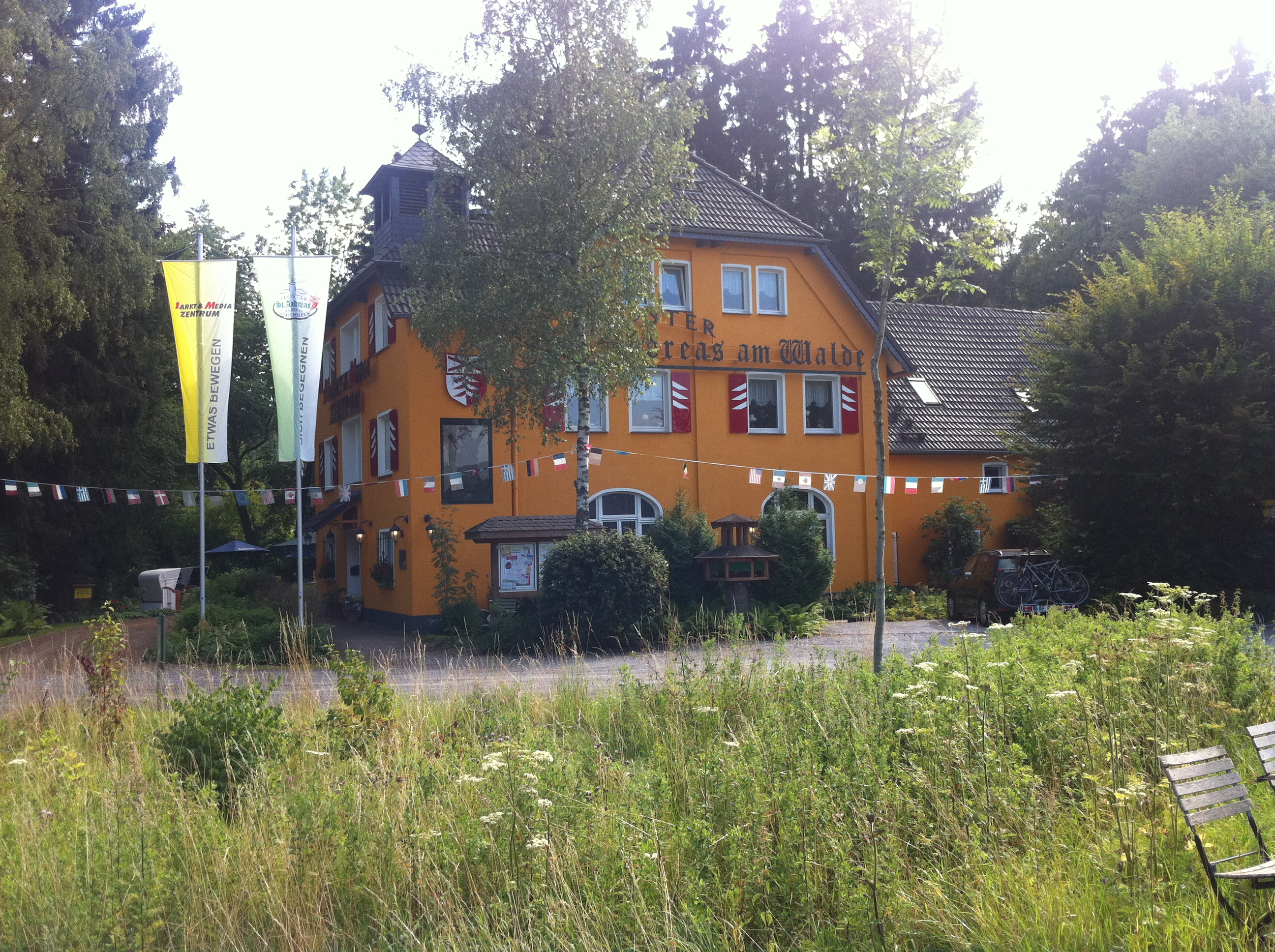
Das Kloster St. Andreas im Jahr 2011

Das Kloster St. Andreas im ostwestfälischen Altenbeken-Buke, Kreis Paderborn, war ein Kloster ostkirchlicher Prägung. Es entstand 1946 und existierte mit Unterbrechungen und wechselnden Konventen bis 2004. Heute ist im Klostergebäude eine Gaststätte untergebracht.

## Mönchskloster
Im 19. Jahrhundert wurde das Haus in Altenbeken-Buke erbaut. Die Familie Stiens leitete dort eine kleine Gaststätte. Da das Ehepaar Stiens kinderlos blieb, vererbte es 1946 das ganze Anwesen zwölf verfolgten Studiten-Mönchen, die nach dem Zweiten Weltkrieg aus der Ukraine nach Deutschland kamen. Sie gehörten der ukrainisch-katholischen Kirche von Lwiw an und wandelten das Haus in ein Kloster um. Der Apostel Andreas wurde zu ihrem Patron gewählt. Der Priestermönch Juvenalyj (Mokrickyj) malte Ikonen, die heute noch im Hause zu finden sind. Die einzigen Mönchspriester deutscher Abstammung waren Pater Joann (Peters) und Pater Antonij (Seidel), der fast 100 Jahre alt wurde und später als „der gütige Mensch von St. Andreas am Walde“ in Altenbeken verehrt wurde. Schon 1949 gaben die Mönche das Haus auf und wanderten nach Kanada aus. 1953 lebten ein Jahr lang Olivetaner-Patres des byzantinischen Ritus in dem Kloster.

## Nonnenkloster
1954 kamen Nonnen in das Kloster Altenbeken. Studitinnen-Schwestern aus dem Kloster Mariä-Schutz in Krefeld-Traar gründeten hier ein Altenwohnheim. Die endgültige Entscheidung zur Niederlassung fiel im Jahre 1961 unter Schwester Sophia, die fortan die Leitung des Klosters übernahm. Sie begann gleichzeitig mit dem Aufbau eines Versandbuchhandels. 1964 wurde das Kloster zum Sitz des „Vereins Haus St. Andreas“ mit dem Ziel, es zum „Ostkirchlichen Gebets- und Informationszentrum“ zu machen. Jurisdiktionsträger der Kapelle war der ukrainische Bischof Kyr Platon (Kornyljak). Der deutsche Mönch Pater Antonij feierte hier jeden Sonntag Gottesdienst.
In den folgenden Jahren wurde das Haus immer wieder renoviert, erweitert und umgebaut. Aus den ehemaligen Ställen wurde die Klosterkapelle. 1967 wurde der Altar geweiht. Der Hannoveraner Ikonenmaler Wolfgang Becker stattete die Ikonostase aus, die 1969 feierlich geweiht wurde. Sie ist heute noch zu sehen.
Ab 1971 fanden im Kloster Tagungen und Seminare statt. Ende der 1980er Jahre wurde das „ostkirchliche Zentrum der Gemeinschaft der Basilianerinnen vom heiligsten Erlöser“ (melkitisch-griechische Kirche) gegründet. 1997 wurde ein Sanierungskonzept mithilfe des Martinsordens ausgearbeitet, durch das die Brandschutzmaßnahmen erneuert und das Haus 2001 an das Kanalnetz Altenbeken angeschlossen wurde. 2004 gaben auch die Nonnen das Haus auf, um zum Mutterhaus zurückzukehren.

## Gaststätte
Zwei Jahre lang stand das Haus leer, bis es an eine Privatperson verkauft wurde, die es für gewerbliche Zwecke umbaute und renovierte. Heute ist dort wieder eine Gaststätte. Die ehemalige Ikonostase wurde in leicht veränderter Form in das so genannte „Klosterstübchen“ integriert.
Koordinaten: 51° 45′ 6,4″ N, 8° 57′ 6″ O